# Mercado de abasto (película)
Mercado de Abasto es una película argentina de 1955, dirigida por Lucas Demare, con guion de Sixto Pondal Ríos y música de su hermano Lucio Demare y protagonizada por Tita Merello y Pepe Arias. Fue estrenada en Buenos Aires el 3 de febrero de 1955.
En una encuesta de las 100 mejores películas del cine argentino llevada a cabo por el Museo del Cine Pablo Ducrós Hicken en el año 2000, la película alcanzó el puesto 39.

## Sinopsis
La película relata una historia romántica de la disputa entre dos hombres: Lorenzo Miraglia (Pepe Arias) y Jacinto Medina (Juan José Míguez), uno rufián y el otro comerciante, por el amor de una mujer, Paulina (Tita Merello), una trabajadora del Mercado de Abasto.
Consta en que Paulina se casa con Jacinto, y juntos abren un boliche «La flor del Abasto». Ella sospecha el estar embarazada, y confirma sus sospechas, pero al momento de decirle a Jacinto, este huye de la justicia. Paulina deberá lidiar con las desgracias de ser madre soltera. En un error diagnostican que Lorenzo morirá,  y este le pide matrimonio a Paulina para que su hijo tenga un apellido. Al no morir, Paulina sigue casada con Lorenzo. Jacinto vuelve por dinero, y Paulina intenta ayudarlo para que nunca vuelva y su hijo no se entere quién es su padre, pero Jacinto rechaza esa ayuda y al intentar huir es baleado y muere a manos de la policía. Paulina escucha de lejos la balacera y entiende que Jacinto ha muerto.

## Miscelánea
- Héctor Olivera, exitoso director de cine y productor a partir de los años setenta, trabajó en esta película como asistente de producción.
- El actor Carlos Carella, interpretando un pequeño papel de un hombre realizando un día de campo, realizó aquí su tercer trabajo en cine.
- La actriz Marta González también tiene un pequeño papel, sin haber sido incluida en los créditos.
- Tita Merello canta "Se dice de mí", con letra de Ivo Pelay y música de Francisco Canaro, ejecutada por el mismo Francisco Canaro y su orquesta.[2]

## Actores
- Tita Merello (Paulina)
- Pepe Arias (Lorenzo Miraglia)
- Juan José Míguez (Jacinto Medina)
- Pepita Muñoz (Asunción)
- Marcelle Marcel (Amanda Domínguez)
- Berta Moss (esposa de Jacinto)
- Luis Otero (Caburé, secuaz de Jacinto)
- José de Angelis (Chino, hermano de Paulina)
- Inés Murray (Minerva, dueña puesto de frutas)
- Joaquín Petrosino (El Flaco, secuaz de Jacinto)
- Orestes Soriani (Dr. Martínez, médico de Lorenzo)
- Alberto Terrones (inspector de réditos)
- Tito Grassi
- Cayetano Biondo (mozo)
- Fernando Salas
- Julio Bianquet (policía)
- Carlos Barbetti (frutero)
- Luis Tasca (verdulero)
- José Ruzzo (Bautista)
- Pedro Pompillo (Antuña)
- Jorge Villoldo (gringo)
- Warly Ceriani (médico)
- Adolfo Meyer
- Francisco Iriarte
- Blanca Lagrotta (mucama)
- Carlos Cotto
- Dardo Rubén
- Esther Fernández
- Fernando Salas
- José Roberto Ragonese (Rabanito)
- Juan José Edelman (presentador en el pícnic)
- Miguel Palma (Muelita)
- Ramón Ernesto Ríos (policía)
- Rita Varola (mujer piropeada)
- Yuki Nambá
- Carlos Carella (hombre en día de campo)